# Tuur Van Wallendael
Arthur Petrus Rosa (Tuur) Van Wallendael (Borgerhout, 29 september 1938 – Antwerpen, 18 november 2009) was een BRT-journalist en politicus voor de sp.a.

## Biografie

### Studeren en doceren
Hij liep school aan het Koninklijk Atheneum van Antwerpen in de humaniora. Vervolgens studeerde hij aan de Rijksuniversiteit Gent (RUG), waar hij afstudeerde als licentiaat in de Germaanse Filologie. Vervolgens doceerde hij tien jaar Nederlands en Nederlandse literatuur aan de Rijksnormaalschool in Lier en de RUG.

### Journalist
Van 1973 tot 1989 werkte hij als journalist op de BRT-nieuwsredactie, waar hij uitgroeide tot een van de bekendste Wetstraat-journalisten. Zijn meest bekende verslaggeving vond plaats in 1987 toen hij de ramp met de Herald of Free Enterprise voor de kust van Zeebrugge ter plekke berichtte. Het was erg koud en Van Wallendael wond zich op omdat nieuwslezer Bavo Claes eerst nog in de studio een gesprek had met Miet Smet en het dus even duurde voor men naar hem overschakelde. Deze hilarische beelden werden natuurlijk destijds niet uitgezonden, maar werden in 1991 wel getoond tijdens een uitzending van Mark Uytterhoeven en Wouter Vandenhaute's Het Huis Van Wantrouwen en daaropvolgend vele andere programma's.

### Politiek
Hij was een van de eerste journalisten die overstapte naar de politiek. Zo verliet hij in 1989 de BRT om woordvoerder te worden op het kabinet van Willy Claes, toenmalig minister van Economie. Deze functie oefende hij uit tot 1991. In dat jaar ging hij aan de slag als ombudsman van de stad Antwerpen, wat hij bleef tot in 1995.
Bij de eerste rechtstreekse verkiezingen voor het Vlaams Parlement van 21 mei 1995 werd hij verkozen in de kieskring Antwerpen. Van 1995 tot 1999 was hij ondervoorzitter van de Commissie voor Mediabeleid. Ook na de volgende Vlaamse verkiezingen van 13 juni 1999 bleef hij Vlaams volksvertegenwoordiger tot januari 2001, waarna hij werd opgevolgd door Peter De Ridder. Van 1999 tot 2001 was Van Wallendael in het Vlaams Parlement lid van de commissie Binnenlandse Aangelegenheden, Huisvesting en Stedelijk Beleid. Tussen januari en juli 1999 werd hij door het Vlaams Parlement aangewezen als gemeenschapssenator in opvolging van Lydia Maximus, die ontslag had genomen. In de Senaat was Van Wallendael lid van de commissie Financiën en Economische Aangelegenheden.
Van 2001 tot 2007 was hij gemeenteraadslid en schepen van Sociale Zaken in de stad Antwerpen onder burgemeester Leona Detiège. Hij was degene die de Visa-affaire wereldkundig maakte. Hierop viel het voltallige schepencollege en moest stadssecretaris Fred Nolf opstappen. Van Wallendael werd vervolgens opnieuw schepen onder Patrick Janssens, maar verliet de politiek na de verkiezingen van 2006 om op pensioen te gaan. Een ander bekend politiek wapenfeit van Van Wallendael was zijn strijd tegen de prostitutie in de stad.
Ook was hij van 1996 tot 2009 lid van de raad van bestuur van Koninklijk Filharmonisch Orkest van Vlaanderen en van 1995 tot 2001 lid van de Interparlementaire Commissie van de Nederlandse Taalunie.

### Levenseinde
Tuur Van Wallendael was een vrijmetselaar, lid van de loge De Geuzen van het Grootoosten van België en trad in 2008 tot de Gravensteengroep toe.  Hij leed aan darmkanker – die hij zeven jaar eerder had overwonnen, maar die opnieuw de kop opstak – en besliste in 2009 zich te laten euthanaseren. De herdenkingsplechtigheid vond plaats in zaal De Roma te Borgerhout.